# The Wall
A The Wall a Pink Floyd együttes 1979. november 30-án megjelent koncepcióalbuma, amely egyben egy rockopera is. A rajongók és a kritikusok szerint is a zenekar egyik legjobb albuma (a The Piper at the Gates of Dawn, a The Dark Side of the Moon és a Wish You Were Here mellett), ami sok későbbi zenészt inspirált. Az Amerikai Egyesült Államokban 11, míg világszerte 30 millió példányban kelt el.
Szerepel az 1001 lemez, amit hallanod kell, mielőtt meghalsz című könyvben.

## A történet
|  | Alább a cselekmény részletei következnek! |

A történet egy kitalált antihős, Pink életét mutatja be, akit a születése óta a társadalom mindig elnyomott: meghalt az apja (Anziónál a második világháborúban, ahogy Roger Waters apja is), túlzottan védelmező anyja mindentől távol tartotta, agresszív tanárai pedig megalázták őt és iskolatársait, így formálva őket a társadalom képére (innen a többször visszatérő kalapács-motívum). Pink saját fantáziájának világába menekül és egy képzeletbeli falat épít maga és a külvilág közé. Életében minden rossz dolog „egy újabb tégla a falban”. Alapos megfontolás után – miképp tömje be a fal üres lyukait – Pink egy ideig felfüggeszti a fal építését. Híres rocksztár lesz, megházasodik (Vera Lynn nem a felesége – a második világháború idején híres énekesnő volt), de túlzottan távolságtartó, állandóan turnézik, a rocksztárok életét éli, ezért a felesége megcsalja. Ezután úgy dönt, hogy folytatja a fal építését, amit végül siker koronáz.
A fal mögött Pink lassan megőrül. Nem tudja mit tegyen, de szembe kell néznie megerőltető életstílusával és drogfüggőségével. Hogy koncertképes állapotba hozzák, kábítószert adnak neki. Hallucinálni kezd, azt hiszi magáról, hogy fasiszta diktátor, a koncert pedig egy neonáci nagygyűlés, ahol az embereit a szerinte haszontalan rajongókra eresztheti. Lelkifurdalása nem hagyja nyugodni, ezért bíróság elé állítja magát, ahol arra ítélik, hogy rombolja le a falat. Az album ezután újra elkezdődne, az utolsó szavak („Isn't this where…”) azonban hirtelen megszakadnak. Az első dal, az In the Flesh? a mondat befejezésével kezdődik („…we came in?”).

## A film
Az albumból Roger Waters forgatókönyve alapján Pink Floyd: A fal címmel Alan Parker forgatott musicalfilmet, melyet 1982-ben mutattak be. A film közel 15 percnyi animációs részeket is tartalmaz, melyeket Gerald Scarfe grafikus tervezett és készített az együttes számára az albumhoz és a koncertekhez.

## Az album dalai

### 1. album
|     | Cím                                  | Szerző(k)             | Hossz |
| --- | ------------------------------------ | --------------------- | ----- |
| 1.  | In the Flesh?                        | Roger Waters          | 3:19  |
| 2.  | The Thin Ice                         | Waters                | 2:29  |
| 3.  | Another Brick in the Wall (Part I)   | Waters                | 3:09  |
| 4.  | The Happiest Days of Our Lives       | Waters                | 1:50  |
| 5.  | Another Brick in the Wall (Part II)  | Waters                | 3:59  |
| 6.  | Mother                               | Waters                | 5:33  |
| 7.  | Goodbye Blue Sky                     | Waters                | 2:47  |
| 8.  | Empty Spaces                         | Waters                | 2:08  |
| 9.  | Young Lust                           | Waters, David Gilmour | 3:31  |
| 10. | One of My Turns                      | Waters                | 3:36  |
| 11. | Don't Leave Me Now                   | Waters                | 4:16  |
| 12. | Another Brick in the Wall (Part III) | Waters                | 1:14  |
| 13. | Goodbye Cruel World                  | Waters                | 1:14  |

### 2. album
|     | Cím                         | Szerző(k)         | Hossz |
| --- | --------------------------- | ----------------- | ----- |
| 1.  | Hey You                     | Waters            | 4:41  |
| 2.  | Is There Anybody Out There? | Waters            | 2:40  |
| 3.  | Nobody Home                 | Waters            | 3:24  |
| 4.  | Vera                        | Waters            | 1:33  |
| 5.  | Bring the Boys Back Home    | Waters            | 1:27  |
| 6.  | Comfortably Numb            | Gilmour, Waters   | 6:21  |
| 7.  | The Show Must Go On         | Waters            | 1:36  |
| 8.  | In the Flesh                | Waters            | 4:16  |
| 9.  | Run Like Hell               | Gilmour, Waters   | 4:23  |
| 10. | Waiting for the Worms       | Waters            | 3:58  |
| 11. | Stop                        | Waters            | 0:30  |
| 12. | The Trial                   | Waters, Bob Ezrin | 5:19  |
| 13. | Outside the Wall            | Waters            | 1:43  |

### Dalok a filmben
- When the Tigers Broke Free (Kifejezetten a filmhez készült. 1982-ben limitált példányszámú kislemezként jelent meg, 2001-ben az Echoes, 2004-ben pedig a The Final Cut új kiadásán is szerepelt.)
- What Shall We Do Now? (Az Empty Spaces hosszabb változata, aminek az albumon már nem volt hely. A koncerteken a fal építése közben játszották.)

### Dalok a koncerten
A The Wall koncertfelvételén, az Is There Anybody Out There? The Wall Live 1980-81-en a következő, az albumon eredetileg nem hallható dalok is szerepelnek:
- What Shall We Do Now? az Empty Spaces után
- The Last Few Bricks az Another Brick in the Wall (Part III) után; az egyveleg közben a színpadi munkások felépítették a falat.

### Az albumhoz végül fel nem használt dalok
A The Wall eredetileg tripla album lett volna, de Waters végül lerövidítette, így a The Final Cut című albumra is maradtak dalok:
- Is There Anybody Out There (Part II): szövegének egy része később a Hey You-ba került
- Your Possible Pasts: a The Final Cuthoz Waters újraírta, de a „Do you remember me/How we used to be/Do you think/We should be/Closer” sor a filmben is elhangzik.
- One of the Few: munkacíme Teach volt, Waters ezt is újraírta a The Final Cuthoz
- The Final Cut: Waters ezt is újraírta a The Final Cuthoz. A dal egyik sora a következő: „Dial the combination / Open the priest-hole / And if I'm in, I'll tell you what's behind the wall.” A „behind the wall – a fal mögött” közben egy puskalövés hallatszik, hogy jelezzék, semmi köze a The Wallhoz.

## Cselekményvázlat
|  | Alább a cselekmény részletei következnek! |

In the flesh?: Az album bevezetője. A zuhanó repülőgép hangja arra utal, hogy Pink apja meghalt a második világháborúban.

The Thin Ice: Arról a tévhitről szól, miszerint minden gyermek szerető családba születik és két szülő neveli. Pink apja meghalt a háborúban.

Another Brick in the Wall Part I: Apja történetét meséli el a háborúban. Pink magányos nélküle. Itt jelenik meg a minden rossz dolog „egy újabb tégla a falban”-motívum.

The Happiest Days of Our Lives: A dal Pink agresszív tanáráról és szörnyű módszereiről szól. Megtudjuk, mi történik a tanárral, amikor éjjel hazaér.

Another Brick in the Wall Part II: A gyerekek nem tudják elviselni a megaláztatást, ezért fellázadnak az iskola ellen.

Mother: Pink anyja túlzottan óvja őt, mert férje meghalt a háborúban.

Goodbye Blue Sky: Pink szenved a háború utáni világban.

Empty Spaces: Pinken eluralkodik a depresszió. Egy falat kezd építeni.

Young Lust: Pink összeomlása gyorsul, miután látja, hogy felesége megcsalja. Arról a nőről énekel, aki kell neki (egy romlott nő). Találkozik egy grupival.

One of My Turns: Pink dührohamot kap, a grupi végignézi.

Don't Leave Me Now: Szenvedéséért a feleségét hibáztatja.

Another Brick in the Wall Part III: Pink teljesen megőrül.

Goodbye Cruel World: Pink mentális fala felépül, teljesen elszigetelődik a külvilágtól.

Hey You: Pink segítséget kér, hogy rendbehozza életét, de a falon túl senki sem hallja meg.

Is There Anybody Out There?: Pink kérésének „instrumentális része”.

Nobody Home: A fal mögött Pink egyre magányosabb.

Vera: Visszatérés Pink apjának halálához (Vera Lynn énekesnő volt az 1940-es, 1950-es években. Gyakran adott műsort katonáknak.)

Bring the Boys Back Home: A katonák visszatérnek a háborúból. Pink az apját várja, de rájon, hogy meghalt.

Comfortably Numb: Pinknek kábítószert adnak, hogy fel tudjon lépni a koncerten.

The Show Must Go On: Pink nem tudja, mit kezdjen a fallal és unalmassá vált életével.

In the Flesh: Pink hallucinál, azt képzeli, hogy egy fasiszta diktátor egy neonáci nagygyűlésen. Valójában egy koncerten énekel.

Run Like Hell: Pink azt képzeli, hogy a közönség egy dühöngő tömeg, ezért a környéken élő kisebbségek ellen uszítja őket.

Waiting for the Worms: Pink tovább hallucinál, többen meghalnak, minden romokban hever, Pink néhány követője pedig teljesíti parancsait.

Stop: Pink kijózanodik és rájön, hogy ami történt, az mind az ő hibája.

The Trial: Pink képzeletében bíróság elé állítja magát. A Bíró arra ítéli, hogy „rombolja le a falat”.

Outside the Wall: Az utolsó dal, a fal leomlott. Pink további sorsa ismeretlen.
|  | Itt a vége a cselekmény részletezésének! |

## Érdekességek
Az Empty Spaces című dalt visszafelé hallgatva hallható, ahogy Roger Waters ezt mondja: "Congratulations! You have just discovered the secret message. Please send Your answer to old Pink. Take care of the Funny Farm!" (Gratulálok! Éppen most fedezted fel a titkos üzenetet. Kérlek, küldd el a válaszodat az öreg Pinknek! Vigyázz a Mókás Farmra!)
Az album utolsó másodperceiben elkezdődik egy kérdés ("Isn't this..."), mely az album első pillanataiban fejeződik be ("...where we came in?").

## Helyezések
Album – Billboard (Észak-Amerika)
| Év   | Lista                 | Helyezés |
| ---- | --------------------- | -------- |
| 1980 | Billboard Pop Albumok | 1        |

Kislemezek – Billboard (Észak-Amerika)
| Év   | Kislemez                  | Lista          | Helyezés |
| ---- | ------------------------- | -------------- | -------- |
| 1980 | Another Brick in the Wall | Pop Kislemezek | 1        |
| 1980 | Run Like Hell             | Pop Kislemezek | 53       |

## Díjak
Grammy-díj
| Év   | Nyertes  | Kategória                                                |
| ---- | -------- | -------------------------------------------------------- |
| 1981 | The Wall | A legjobb hangmérnöki teljesítmény, nem klasszikus album |